# クリス・バシャム
クリス・バシャム（Chris Basham、1988年7月20日 - ）は、イングランド・へブバーン出身の元プロサッカー選手。現役時代のポジションはDF。

## 経歴

### ボルトン
出身地にほど近いニューカッスル・ユナイテッドFCのアカデミーでプレーを始めたが、トップ昇格は叶わず16歳で退団。その後、ボルトン・ワンダラーズFCのアカデミーに入団しプロ契約にサンした。
2008年2月12日、レンタル先のロッチデールAFCでプロデビュー。
2008–09シーズンよりボルトンに復帰し、2008年11月29日のサンダーランドAFC戦で念願のトップチームデビューを果たした。2009年4月11日のチェルシーFC戦で初ゴールをマーク。

### ブラックプール
2010年8月13日、ブラックプールFCと3年契約を結んだ。移籍金は推定100万ポンド。
移籍初年度は負傷もあってリーグ戦僅か2試合の出場に終わり、チームもチャンピオンシップに降格した。
その後も細かい負傷を繰り返し、2013-14シーズンになって初めて負傷離脱することなくシーズンを終えた。

### シェフィールド・ユナイテッド
2014年6月5日、シェフィールド・ユナイテッドFCにフリーで加入。
2023年10月7日、プレミアリーグでのフラムとの試合中に相手選手と接触。その際に足首を骨折し、国際映像でも負傷の度合いがはっきり見てとれるほどの重傷を負った。この負傷により、残りシーズンを欠場した。

## 所属クラブ
ユース
- ニューカッスル・ユナイテッドFC
- ボルトン・ワンダラーズFC

プロ
- ボルトン・ワンダラーズFC 2006-2010

→ スタッフォード・レンジャーズFC 2006-2007 (loan)
→ ロッチデールAFC 2007-2008 (loan)
- ブラックプールFC 2010-2014
- シェフィールド・ユナイテッドFC 2014-2024